# William Heinesen
Andreas William Heinesen, född 15 januari 1900 i Torshamn, död 12 mars 1991 i Torshamn, var en färöisk författare, kompositör och konstnär.
Heinesen föddes i den färöiska huvudstaden och växte upp innan det färöiska språket var helt officiellt i landet. Han skrev det mesta på danska och hans verk har sedan översatts till färöiska av bland andra Christian Matras, Heðin Brú och Áshild Olsen. Han påbörjade studier vid Köpmannaskolan i Köpenhamn 1916 som han senare avbröt. Han arbetade och ledde familjens handelshus i Torshamn till dess det lades ned 1952.
För sin roman Det gode håb (Det goda hoppet) fick han Nordiska rådets litteraturpris år 1965. Han fick även Färöarnas litteraturpris år 1975 för bästa skönlitterära bok.
William Heinesen blev invald i Danska akademien 1961.

### Diktsamlingar
- 1921 – Arktiske Elegier og andre Digte
- 1924 – Høbjergningen ved Havet
- 1927 – Sange mod Vaardybet
- 1930 – Stjernerne vaagner
- 1936 – Den dunkle Sol
- 1955 – Digte i udvalg
- 1961 – Hymne og harmsang
- 1972 – Panorama med regnbue
- 1983 – Vinterdrøm: digte i udvalg 1920–30
- 1984 – Samlede digte
- 1990 – Digte
- 1987 – Hemma på jorden (dikter i urval och översättning av Inge Knutsson, Rabén & Sjögren)

### Novellsamlingar
- 1957 – Det fortryllede lys
- 1960 – Gamaliels besættelse
- 1967 – Kur mod onde ånder
- 1970 – Don Juan fra Tranhuset
- 1973 – Fortællinger fra Thorshavn (Berättelser från Thorshavn, översättning Harriet Alfons, Forum, 1977)
- 1975 – Grylen og andre noveller
- 1980 – Her skal danses
- 1985 – Laterna magica (Laterna magica: nya minnesnoveller, översättning Sonja Carlberg, Forum, 1986)
- 2003 – Gäster från månen och andra berättelser (översättning, urval och efterskrift av Inge Knutsson, Atlantis)

### Romaner
- 1934 – Blæsende Gry (Gryningsvindar: nutidsroman från Färöarna, översättning Elsa Thulin, Geber, 1935)
- 1938 – Noatun
- 1949 – Den sorte gryde (Den svarta grytan, översättning Pelle Fritz-Crone, Forum, 1950)
- 1950 – De fortabte spillemænd (De förlorade musikanterna, översättning Jan Gehlin, Forum, 1966)
- 1952 – Moder Syvstjerne (Moder Sjustjärna: en berättelse från tidernas morgon, översättning Jadwiga P. Westrup, Forum, 1978)
- 1964 – Det gode håb (Det goda hoppet, översättning Gunnar Barklund, Forum, 1965)
- 1976 – Tårnet ved verdens ende (Tornet vid världens ände: en poetisk mosaik-roman om den yngstes ungdom, översättning Jadwiga P. Westrup, Forum, 1976)

### Övrigt
- 1983 – Färöisk konst (översättning Bothild Hagström, Tórshavn: Thomsen)

## Priser och utmärkelser
- 1952 – Holger Drachmann-legatet
- 1960 – Holbergmedaljen
- 1965 – Nordiska rådets litteraturpris för Det gode Håb
- 1975 – Färöarnas litteraturpris
- 1980 – Kritikerpriset för Her skal danses
- 1985 – Sonningpriset
- 1985 – Karen Blixen-medaljen
- 1987 – Svenska Akademiens nordiska pris